# Montmacq
Montmacq är en kommun i departementet Oise i regionen Hauts-de-France i norra Frankrike. Kommunen ligger i kantonen Ribécourt-Dreslincourt som tillhör arrondissementet Compiègne. År 2022 hade Montmacq 1 159 invånare.

## Befolkningsutveckling
Antalet invånare i kommunen Montmacq
| Referens: INSEE |